# Pričević
Pričević (en serbe cyrillique : Причевић) est un village de Serbie situé sur le territoire de la Ville de Valjevo, district de Kolubara. Au recensement de 2011, il comptait 402 habitants.

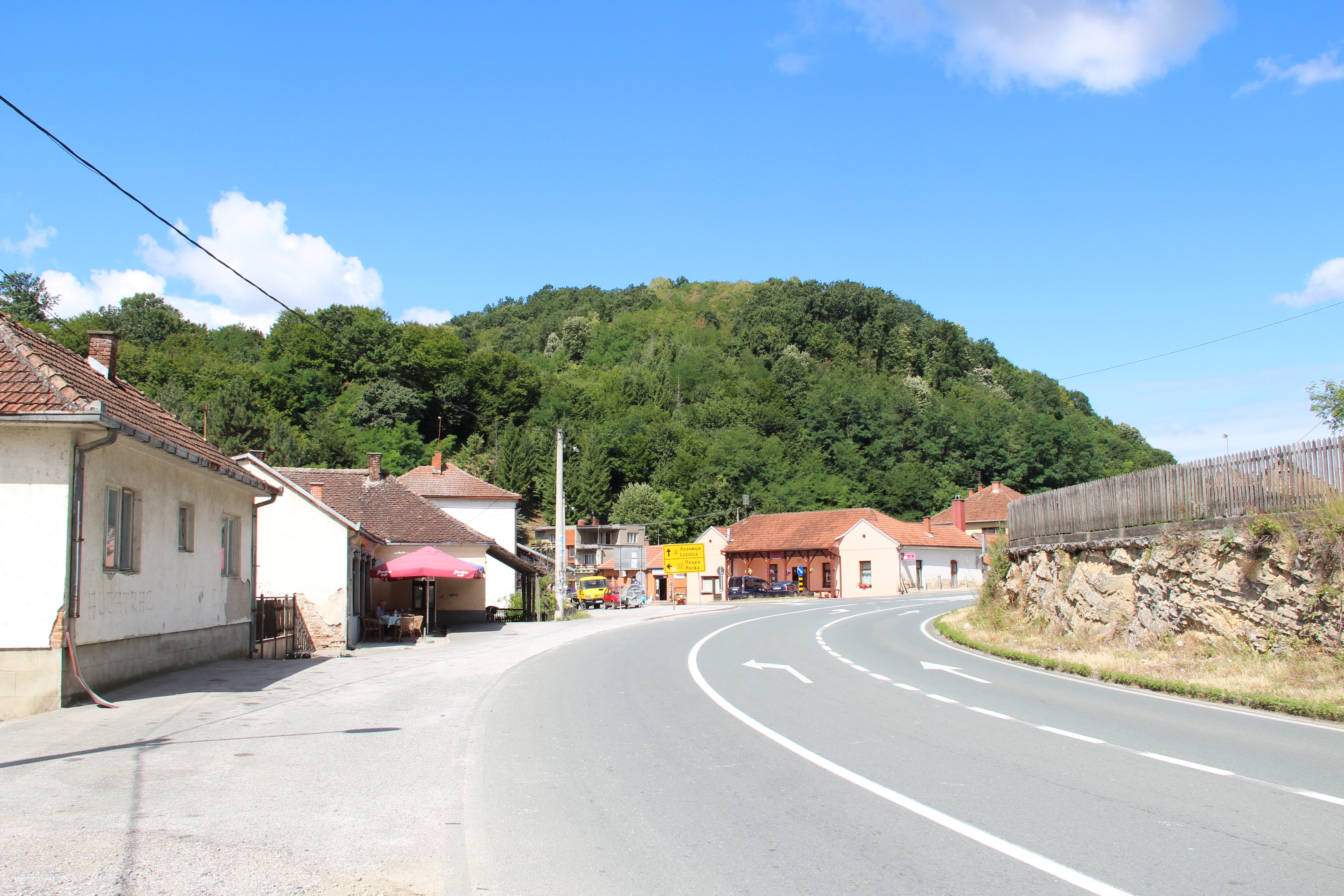
Pričević - centre
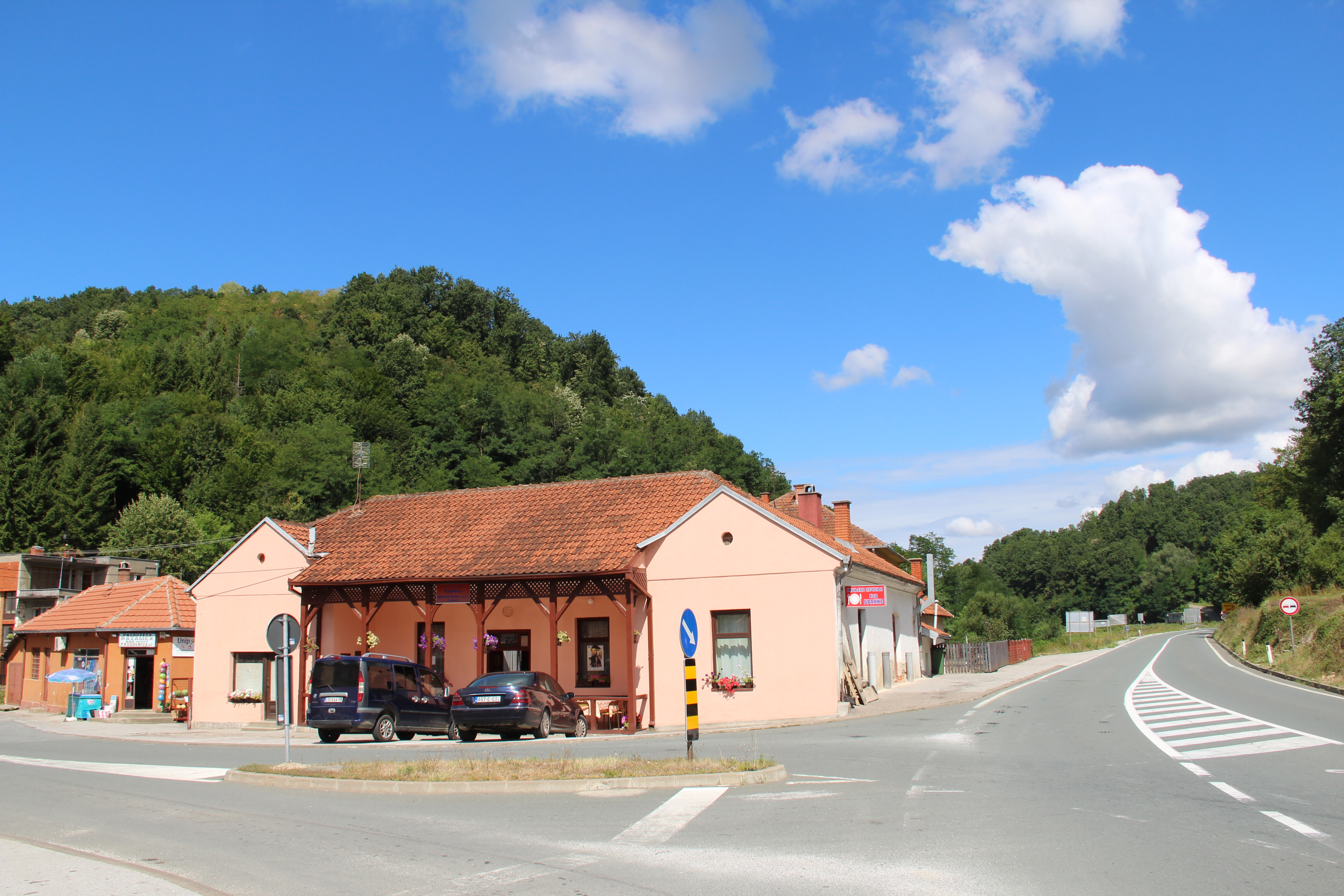
Pričević - centre
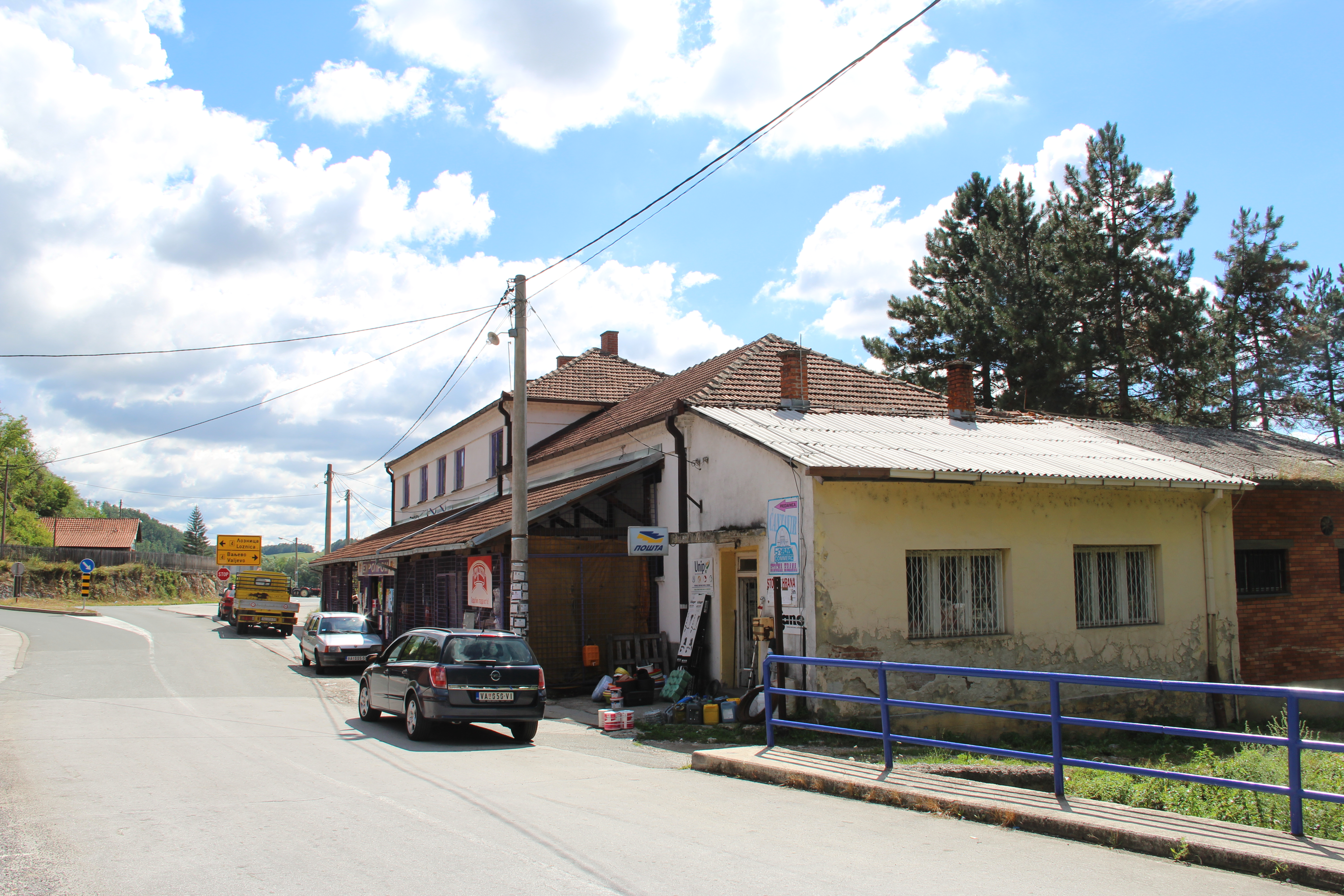
Pričević - centre
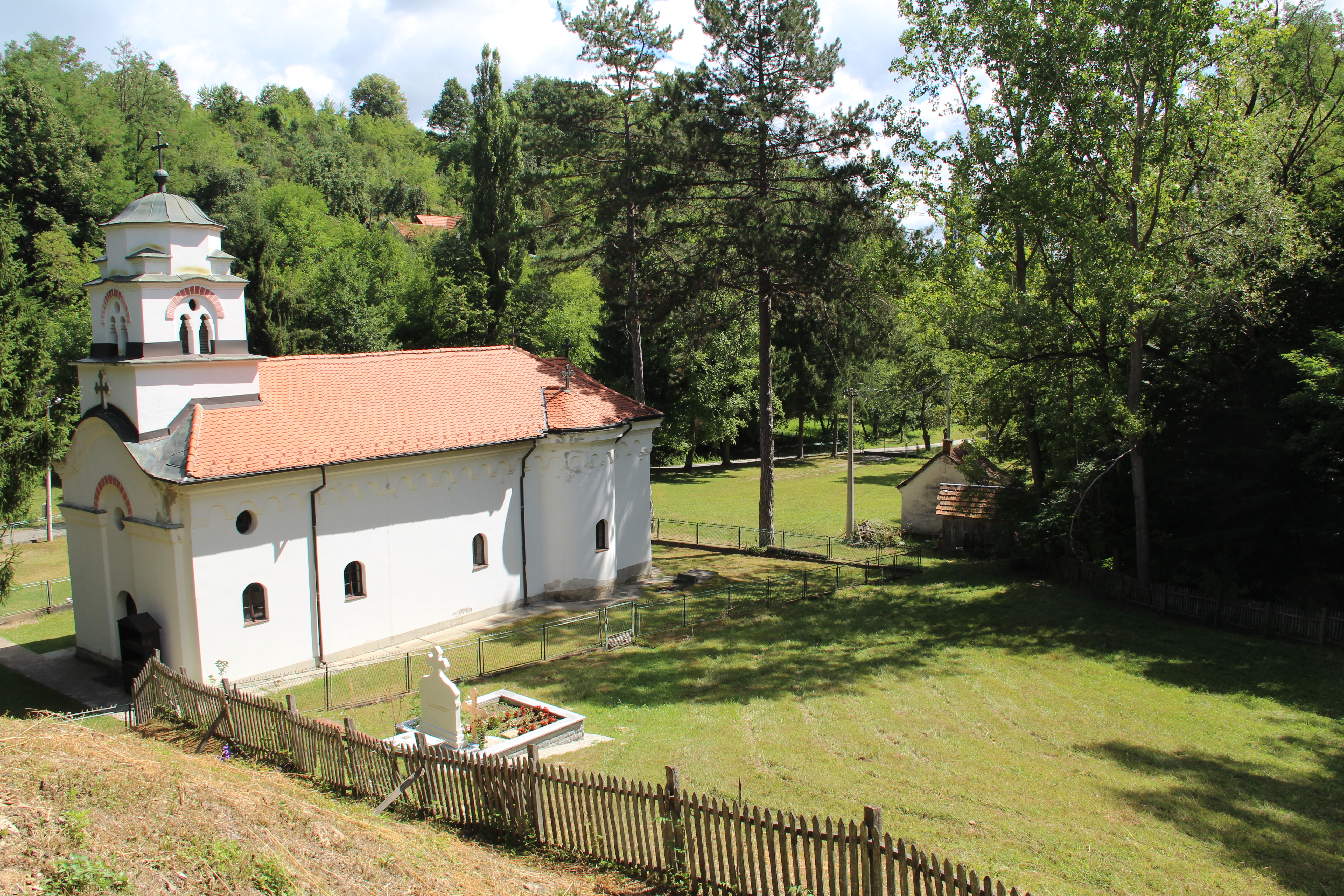
Pričević - Eglise
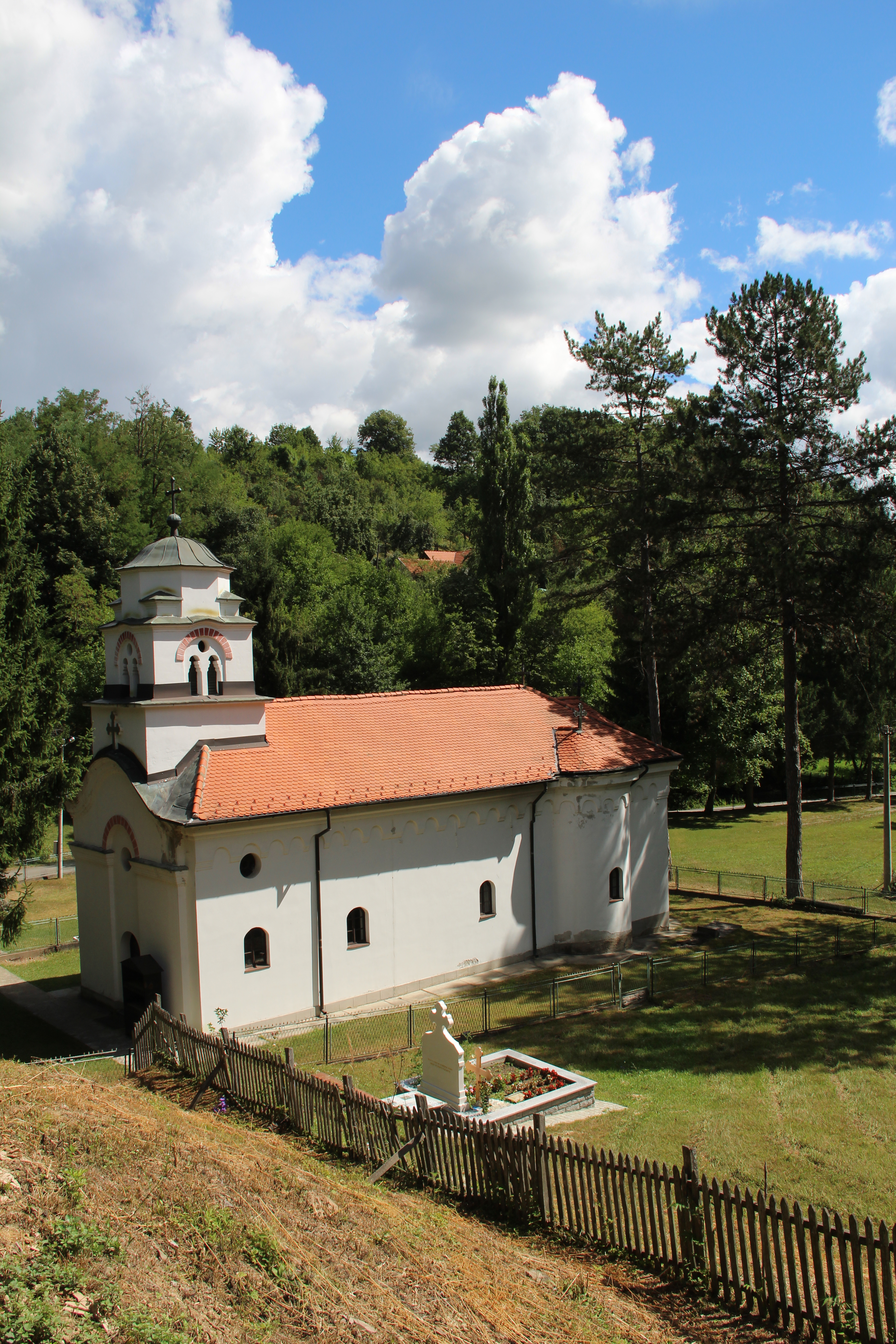
Pričević - Eglise
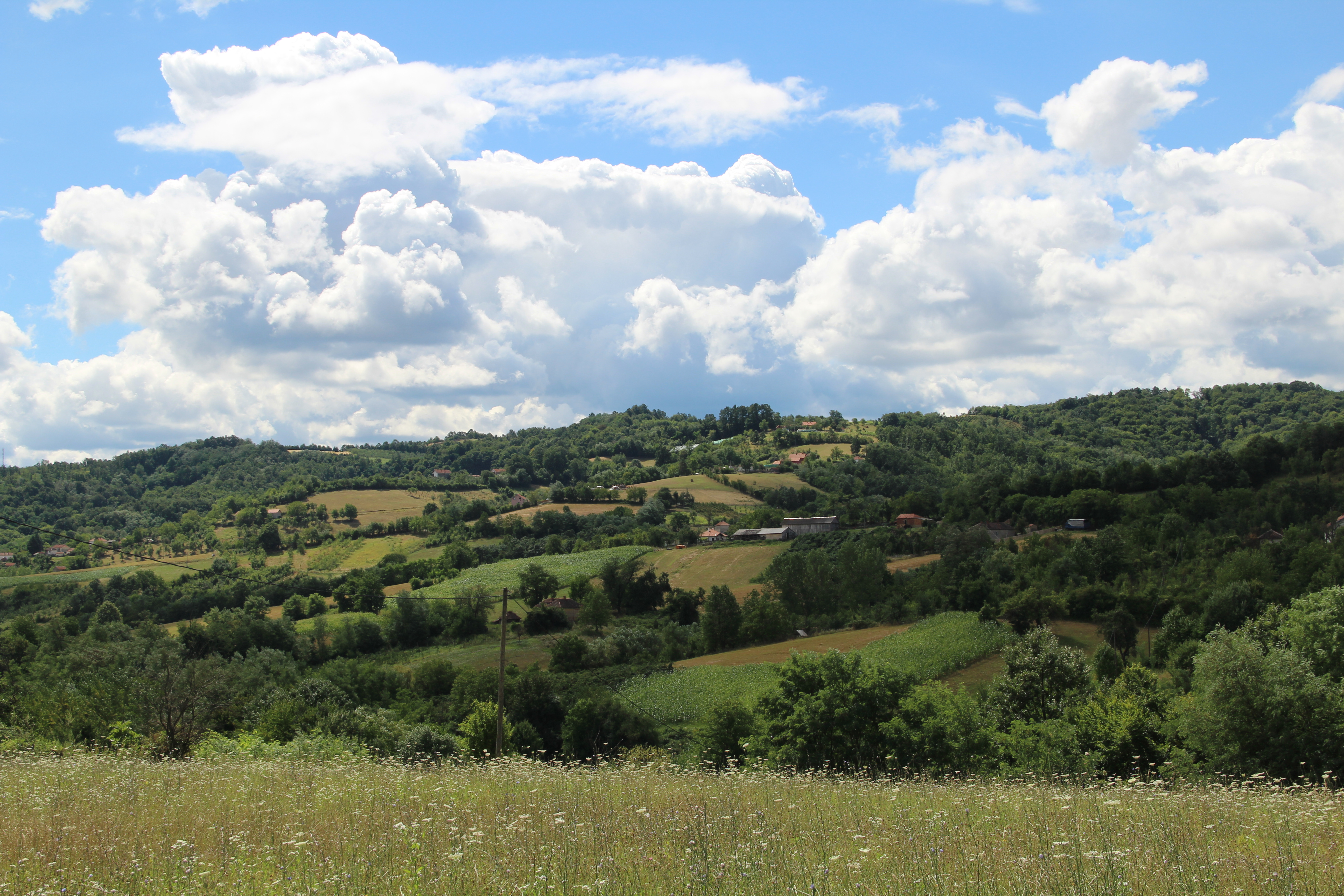
Pričević - Panorama
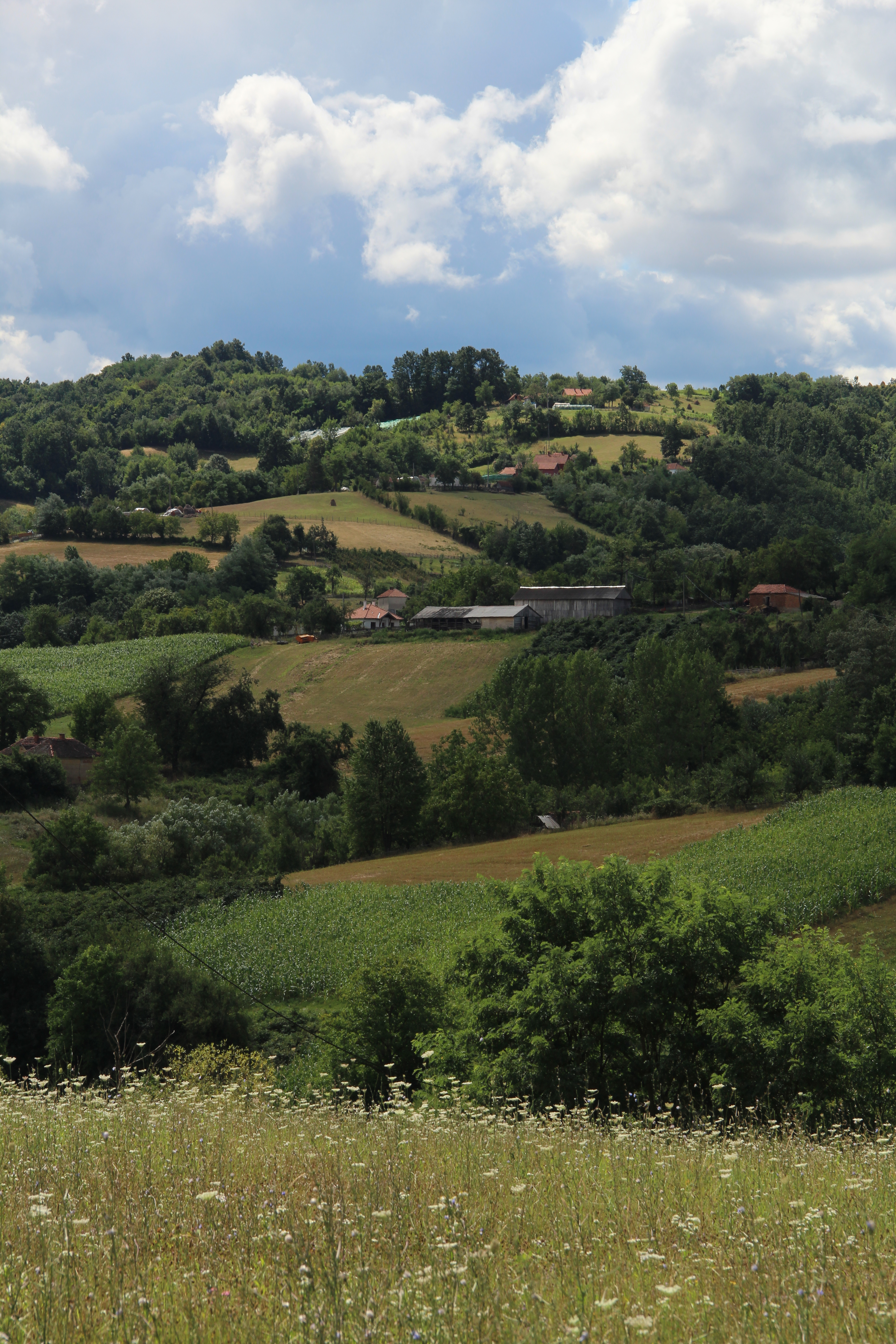
Pričević - Panorama
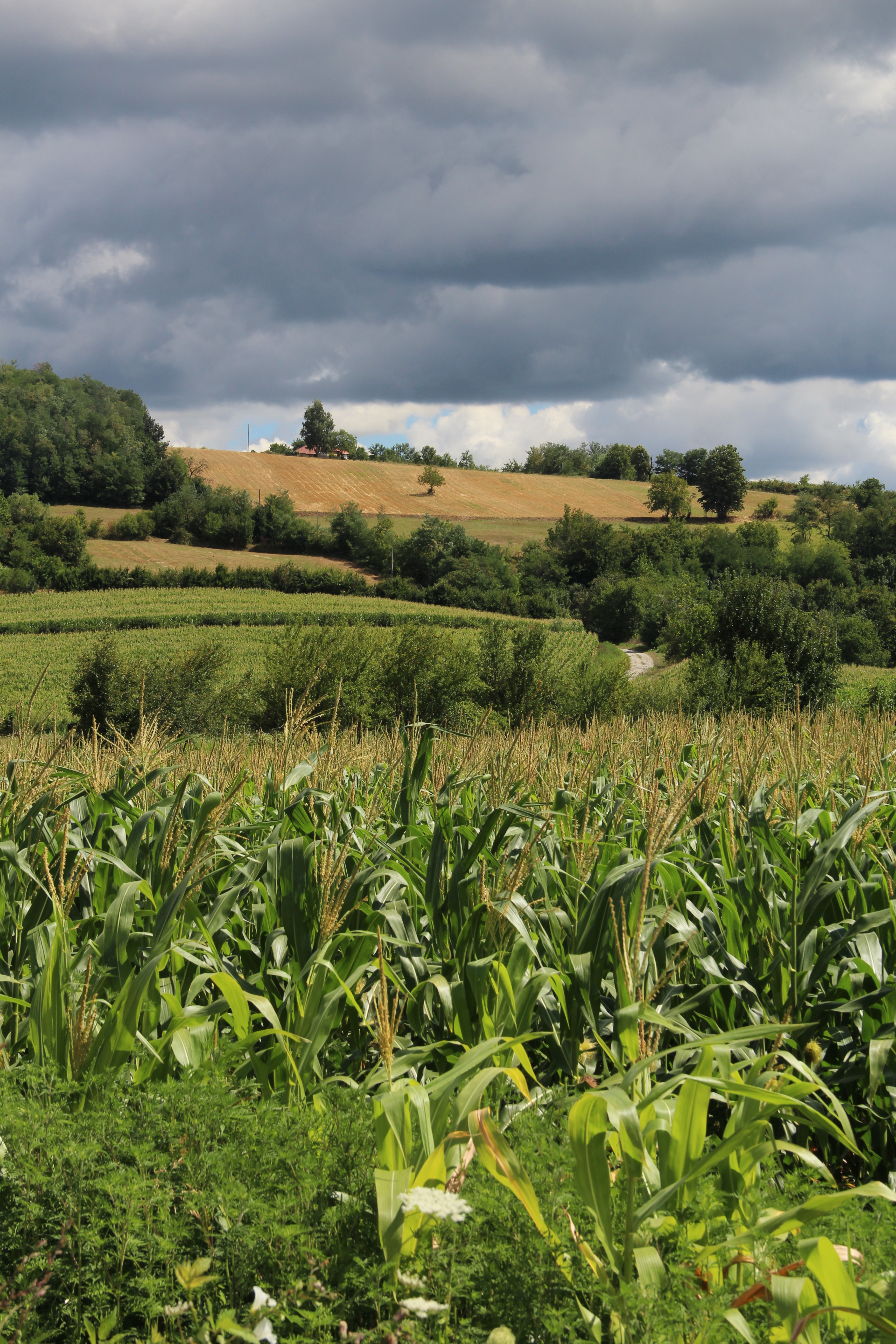
Pričević - Panorama
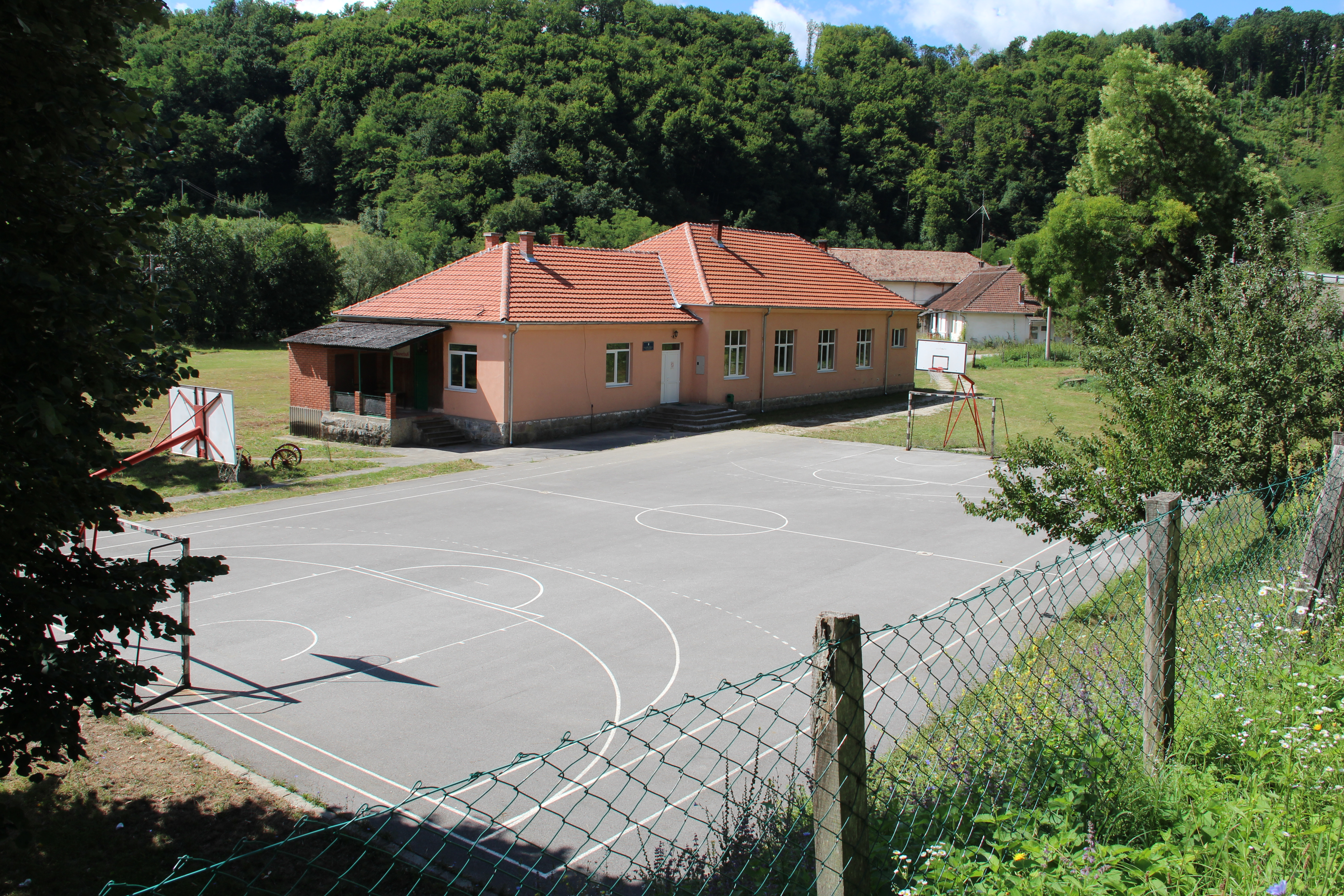
Pričević - Ecole

## Démographie
| 1948  | 1953  | 1961  | 1971 | 1981 | 1991 | 2002 | 2011 |
| ----- | ----- | ----- | ---- | ---- | ---- | ---- | ---- |
| 1 264 | 1 263 | 1 144 | 979  | 795  | 643  | 519  | 402  |

|  |